# Любовники (фильм, 2022)
«Любо́вники» — российский комедийный фильм 2022 года режиссёра Елены Хазановой. Фильм является своего рода, продолжением её же фильма 2019-го года «Любовницы», только на этот раз режиссёр решила представить взгляд на отношения женщин и мужчин с противоположной стороны. 

## Сюжет
Главного героя — Сашу, журналиста модного глянцевого журнала пишущего о собачках, изворотливого плейбоя, жена застаёт его с любовницей. Чтобы сохранить семейные отношения, по требованию жены Саша вынужден отправиться на сеанс групповой терапии для мужчин. Здесь он знакомится с ещё двумя героями картины. Лёша — крутой качок, открывший салон красоты, который у него «отжимает» его любимая женщина. Паша — неуверенный, комплексующий врач-гинеколог, которого жена постоянно ревнует к его пациенткам. Новоиспечённые друзья по несчастью ничего полезного для себя из лекции психолога, который к тому же утверждает, что в случившемся виноваты они сами. После «терапии» троица отправляется в баню, чтобы выпить и по-своему, по-мужски, обсудить отношения с женщинами. Они решают встать на «тропу войны» с женским полом, используя всё своё обаяние, шпионские гаджеты и маскировку. Вскоре выясняется, что в команде таких «мстителей» нуждаются десятки мужчин, среди которых олигарх Аркадий. Вот только троица совсем не тянет на «гуру отношений» и понятия не имеет, не только как помочь другим, но даже самим себе.

## В ролях
- Павел Прилучный — Саша, журналист
- Роман Курцын — Лёша, парикмахер
- Алексей Золотовицкий — Паша, гинеколог
- Максим Виторган — Аркадий, олигарх
- Алёна Бабенко — Элла
- Сергей Епишев — Миша
- Семён Штейнберг — Витя
- Анастасия Уколова — Катя
- Алина Ланина — Настя
- Нино Нинидзе — Лера
- Михаил Брашинский — Лев Николаевич, коуч
- Арам Вардеванян — Егор
- Кузьма Сапрыкин — Митя
- Наталья Чистякова-Ионова — Вера, жена Саши
- Дарья Румянцева — Аня, жена Лёши
- Елена Муравьёва — Елена, жена Паши
- Любовь Толкалина — Маргарита
- Татьяна Остап — Наташа
- Алёна Моруз — Мила
- Алёна Коломина — Олеся
- Карина Кросс — Таня

## Показ
Трейлер фильма был опубликован в сети в конце августа 2022 года.
Предпремьерный специальный показ состоялся 1 ноября 2022 года в кинотеатре «Октябрь».
В кинопрокат фильм вышел 3 ноября 2022 года, фильм посмотрели 586 010 зрителей, кассовые сборы составили 176 396 469 рублей.
С 15 декабря 2022 года фильм стал доступен в онлайн-кинотеатрах Kion и Иви.

## Рецензии
- Илона Егиазарова — Рецензия на фильм «Любовники» // Вокруг ТВ, 8 ноября 2022
- Сергей Оболонков — «Любовники». Рецензия редакции // Кино Mail, 2 ноября 2022
- Маша Токмашева — «Любовники»: Мы с друзьями идем в баню // Кино-Театр.ру, 3 ноября 2022